# Polyplectropus matadapaya
Polyplectropus matadapaya är en nattsländeart som beskrevs av Schmid 1958. Polyplectropus matadapaya ingår i släktet Polyplectropus och familjen fångstnätnattsländor. Inga underarter finns listade i Catalogue of Life.